# Hexacladia townsendi
Hexacladia townsendi är en stekelart som först beskrevs av Crawford 1911.  Hexacladia townsendi ingår i släktet Hexacladia och familjen sköldlussteklar. Inga underarter finns listade i Catalogue of Life.